# Glinianka (województwo podkarpackie)
Glinianka – wieś w Polsce położona w województwie podkarpackim, w powiecie niżańskim, w gminie Ulanów.
Wierni Kościoła rzymskokatolickiego należą do parafii św. Wojciecha w Bielinach.
W latach 1975–1998 miejscowość administracyjnie należała do województwa tarnobrzeskiego.
W Gliniance prowadzi działalność piłkarski klub sportowy SKS Orzeł Glinianka.
Przez Gliniankę prowadzi żółty szlak pieszy PTTK z Sandomierza do Leżajska.

## Nazwa
Nazwa miejscowości notowana była w formach Glinyan (1529), Glinianka (1587), Glinianka (1881), Glinianka, -ki, glinianecki (1966). Wywodzi się od wyrazu pospolitego glinianka oznaczającego ‘miejsce, gdzie kopie się lub kopano glinę’.